# Rogaczewo (powiat śremski)
Rogaczewo – osada w Polsce położona w województwie wielkopolskim, w powiecie śremskim, w gminie Brodnica.
W latach 1975–1998 miejscowość należała administracyjnie do województwa poznańskiego.
Wieś położona na zachód od Brodnicy przy drodze powiatowej nr 4063 z Grzybna do Szołder.